# 永兴水库
永兴水库是中国内蒙古自治区乌兰察布市凉城县境内的一座水库，位于浑河上游永兴沟上，建于1976年。水库正常库容为550万立方米，集雨面积为164平方千米，海拔为1287米。